# Заказаний овоч

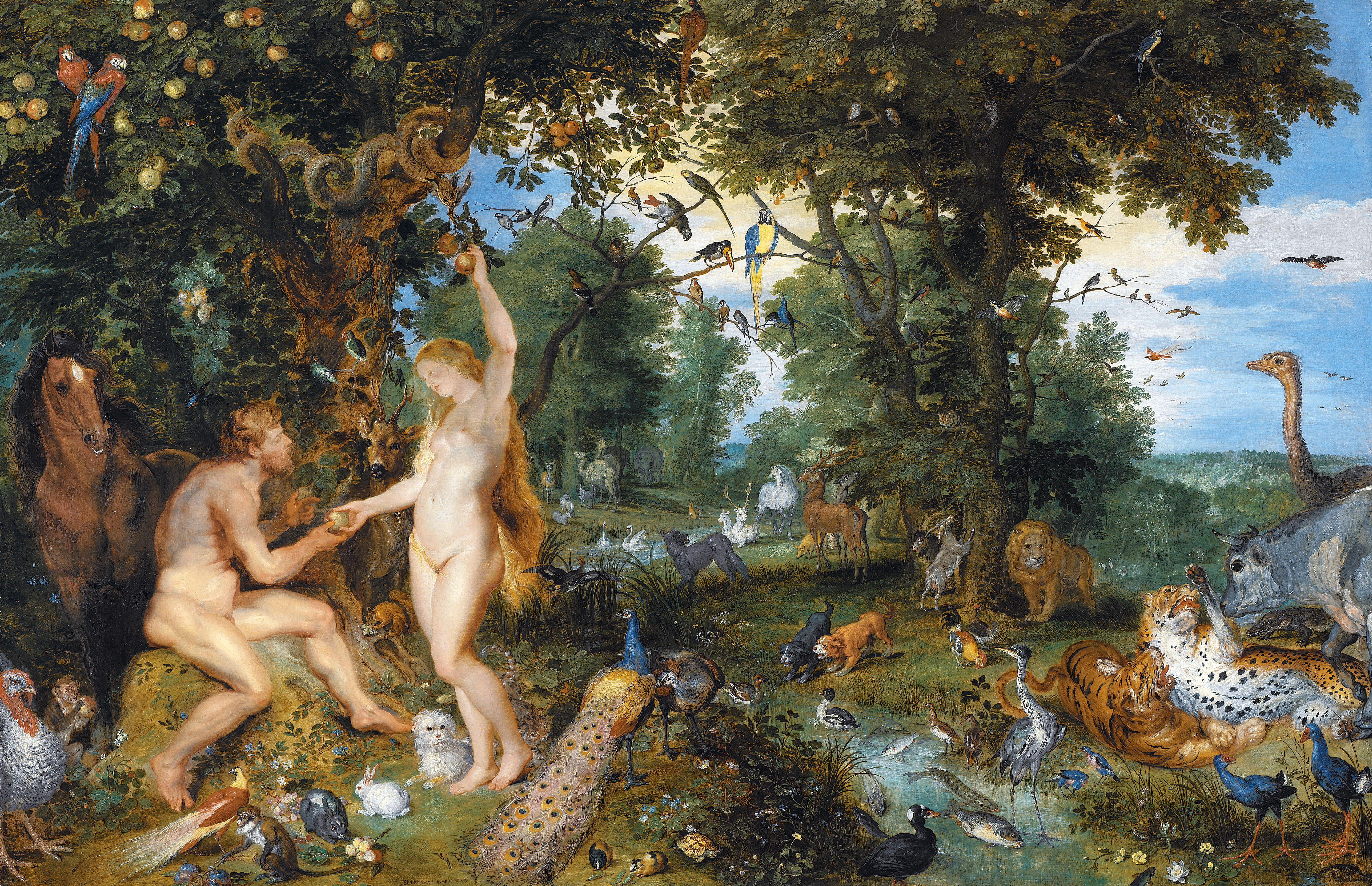
Зображення первородного гріха Яна Брейгель Старший і Пітер Пауль Рубенс

Зака́заний о́воч або яблуко гріховне, яблуко спокуси — біблійний фразеологізм, який відсилає до старозавітного сюжету про гріхопадіння Адама та Єви. Вираз позначає щось привабливе, але недозволене. Ані оригінал, ані український та церковнослов'янські переклади Біблії не дають назви та опису плоду дерева пізнання добра і зла, але в українській культурі, як і взагалі європейській, цей плід стійко асоціюється з яблуком.

## Який фрукт мався на увазі
У Талмуді є кілька версій щодо природи забороненого фрукта.
Інжир
Оскільки Адам і Єва, коли збагнули свою оголеність, прикрились фіговим листями, деякі рабини припускали, що й заборонений плід є інжиром.
Пшениця
Через співзвучність на івриті слів «пшениця» і «гріх» деякі рабини припускали, що заказаним овочем був хліб.
Цитрон
Деякі рабини припускали, що забороненим плодом є цитрон, який євреї їдять на свято врожаю Суккот.
Виноград
Деякі рабини припускали, що Адам і Єва спокусились виноградом або п'янким вином.
Яблуко
Появу європейської інтерпретації заказаного овочу як яблука пов'язують із перекладом Біблії на латину святим Ієронімом. У латинському тексті було вжито слово malum, яке позначає як конкретно яблуко, так і будь-який фрукт взагалі, а також має омонім, який значить «зло».
Інші версії
Також заборонений плід описували і зображували як персик, гранат тощо.

## Дивись також
- Едем
- Гріхопадіння
- Яблуко розбрату
- Здобуття яблук Гесперид Гераклом